# Nickelodeon Kids’ Choice Awards 2008
21. gala Nickelodeon Kids’ Choice Awards odbyła się 29 marca 2008 roku. Prowadzącym galę był Jack Black.

## Prowadzący
Jack Black

## Nominacje

### Film

#### Najlepszy film
- Alvin i wiewiórki (Zwycięstwo)
- Transformers
- Jak długo jeszcze?
- Piraci z Karaibów: Na krańcu świata

#### Najlepszy aktor
- Ice Cube (Jak długo jeszcze?)
- Johnny Depp (Piraci z Karaibów: Na krańcu świata) (Zwycięstwo)
- Dwayne „The Rock” Johnson (Plan gry)
- Eddie Murphy (Norbit)

#### Najlepszy film animowany
- Film o pszczołach
- Ratatuj (Zwycięstwo)
- Shrek Trzeci
- Simpsonowie: Wersja kinowa

#### Najlepsza aktorka
- Jessica Alba (Fantastyczna Czwórka: Narodziny Srebrnego Surfera) (Zwycięstwo)
- Drew Barrymore (Prosto w serce)
- Kirsten Dunst (Spider-Man 3)
- Keira Knightley (Piraci z Karaibów: Na krańcu świata)

#### Najlepszy dubbing filmu animowanego
- Cameron Diaz (Księżniczka Fiona, Shrek Trzeci)
- Mike Myers (Shrek, Shrek Trzeci)
- Eddie Murphy (Osioł, Shrek Trzeci) (Zwycięstwo)
- Jerry Seinfeld (Barry B. Benson, Film o pszczołach)

### Muzyka

#### Najlepsza piosenka
- Beautiful Girls (Sean Kingston)
- Big Girls Don’t Cry (Fergie)
- Don’t Matter (Akon)
- Girlfriend (Avril Lavigne) (Zwycięstwo)

#### Najlepsza grupa muzyczna
- Boys Like Girls
- Fall Out Boy
- Jonas Brothers (Zwycięstwo)
- Linkin Park

#### Najlepsza piosenkarka
- Beyoncé
- Miley Cyrus (Zwycięstwo)
- Fergie
- Alicia Keys

#### Najlepszy piosenkarz
- Bow Wow
- Chris Brown (Zwycięstwo)
- Soulja Boy Tell 'Em
- Justin Timberlake

### Telewizja

#### Najlepszy film
- Drake i Josh (Zwycięstwo)
- Hannah Montana
- iCarly
- Nie ma to jak hotel

#### Najlepszy program
- Zostań top modelką
- Idol (Zwycięstwo)
- Czy jesteś mądrzejszy od 5-klasisty?
- Grasz czy nie grasz?

#### Najlepsza aktorka telewizyjna
- Miley Cyrus (Miley Stewart/Hannah Montana, Hannah Montana) (Zwycięstwo)
- Emma Roberts (Addie Singer, Nieidealna)
- Raven-Symoné (Raven Baxter, Świat Raven)
- Jamie Lynn Spears (Zoey Brooks, Zoey 101)

#### Najlepszy aktor telewizyjny
- Drake Bell (Drake Parker, Drake i Josh) (Zwycięstwo)
- Josh Peck (Josh Nichols, Drake i Josh)
- Cole Sprouse (Cody Martin, Nie ma to jak hotel)
- Dylan Sprouse (Zack Martin, Nie ma to jak hotel)

#### Najlepsza kreskówka
- Ed, Edd i Eddy
- Awatar: Legenda Aanga (Zwycięstwo)
- Simpsonowie
- SpongeBob Kanciastoporty

### Sport

#### Najlepszy sportowiec
- Tony Hawk (Zwycięstwo)
- Shaquille O’Neal
- Alex Rodriguez
- Tiger Woods

#### Najlepsza sportsmenka
- Cheryl Ford
- Danica Patrick (Zwycięstwo)
- Serena Williams
- Venus Williams

### Pozostałe kategorie

#### Najlepsza gra wideo
- Dance Dance Revolution
- Diary of a Wimpy Kid
- Madden NFL '08 (Zwycięstwo)
- High School Musical: Sing It

#### Najlepsza książka
- Buffy the Vampire Slayer Season Eight
- Dziennik cwaniaczka
- Harry Potter seria (Zwycięstwo)
- How to Eat Fried Worms